# Герб Унечского района
Герб Унечского района является официальным символом муниципального образования Унечский район Брянской области Российской Федерации.
Герб района утверждён решением сессии Унечского районного Совета народных депутатов № 2-305 от 2 сентября 2004 года.
Герб подлежит внесению в Государственный геральдический регистр Российской Федерации.

## Описание герба и его символики
«Герб Унечского района представляет собой щит красного цвета, разделённый на две части, верхняя часть которого представляет собой герб герб Брянска, что указывает на подчинение Унечского района субъекту Российской Федерации — Брянской области.
В нижней части герба, в её центре, в круге, образованном золотым пшеничным колосом и шестерёнкой, соединённых в нижней части золотой лентой с надписью „Унечский район“, находится изображение тепловоза на зелёном фоне, символизирующего происхождение центра района города Унечи как города железнодорожников. Пшеничный колос олицетворяет развитое сельскохозяйственное производство, а шестерёнка — промышленность района.
Красный цвет символизирует право, силу, мужество и храбрость, а также цвет пролитой крови за православную веру и вольную волю.
Зелёный цвет являет собой прямую связь Унечского района с его лесным богатством».

## История герба

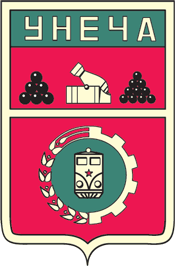
Герб Унечи (1986 год)

26 ноября 1986 года решением исполнительного комитета Унечского городского Совета народных депутатов был утверждён герб Унечи.
Герб Унечи имел следующее описание:  «Щит имеет красный цвет. В его верхней части герб Брянска — мортира и две кучи ядер; в нижней части локомотив на зелёном фоне в обрамлении колоса и полушестерни. По верхней кромке щита надпись „УНЕЧА“. Локомотив символизирует важность железнодорожного узла Унечи».
В 2004 году на базе герба Унечи был создан герб Унечского района, который во многом повторял композицию городского герба.
Автор герба Унечи и Унечинского района — архитектор Алла Петровна Гришанова.